# Azotobacter
Azotobacter é um género de bactérias esféricas ou ovais Gram negativas geralmente móveis, que formam quistos de paredes espessas e podem produzir grandes quantidades de mucosidade capsular. São aeróbicas, de vida livre, e vivem principalmente nos solos, onde desempenham um importante papel no ciclo do nitrogénio na natureza, captando nitrogénio atmosférico, que é inacessível às plantas, e libertando-o em forma de íons  amónio no solo (fixação de nitrogénio). As espécies deste género, para além de servirem como organismos modelo, são utilizadas para a produção de biofertilizantes, aditivos alimentares e alguns biopolímeros. O primeiro representante do género, Azotobacter chroococcum, foi descoberto e descrito em 1901 pelo microbiólogo e botânico holandês Martinus Beijerinck. As Azotobacter encontram-se em solos neutros e alcalinos, na água e em associação com algumas plantas.

## Características biológicas

### Morfologia

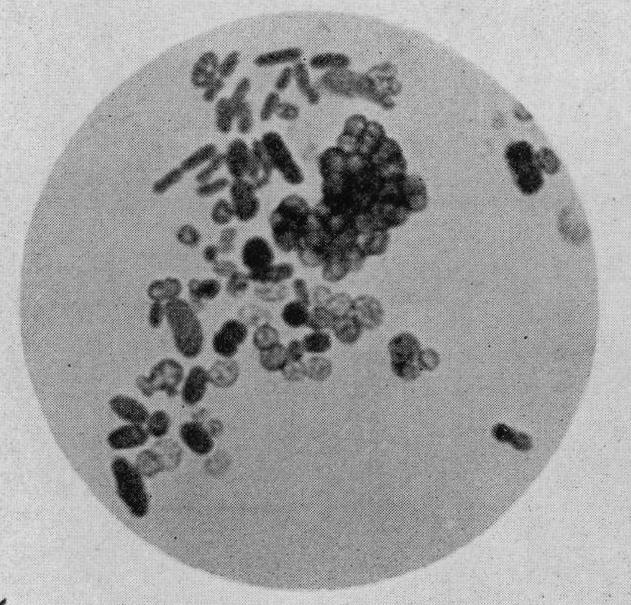
Células de Azotobacter sp. tingidas com hematoxilina de ferro por Heidenhain; a 1 000 aumentos.

As células do género Azotobacter são relativamente grandes para o tamanho normal de uma bactéria (1–2 micrómetros de diâmetro). São geralmente ovais, mas podem adoptar várias formas desde a de bacilos à de cocos. Em preparações microscópicas, as células podem estar dispersas ou formar grupos irregulares ou ocasionalmente cadeias de vários tamanhos. Nas culturas frescas as células são móveis devido aos seus numerosos flagelos. Posteriormente as células perdem a sua mobilidade, tornando-se quase esféricas e produzem uma grossa camada de mucosidade, formando a cápsula da célula. A forma da célula é afectada pelo aminoácido glicina, que está presente na peptona do meio nutritivo.
Em observações ao microscópio as células apresentam inclusões, algumas das quais se encontram coloreadas. Em inícios da década de 1900 considerava-se que as inclusões coloreadas eram "grãos reprodutivos", ou gonidia, um tipo de célula embrionária. Mas mais tarde demonstrou-se que os grânulos não participavam na divisão da célula. Os grânulos coloreados são compostos por volutina, enquanto que as inclusões incolores são gotas de gordura que atuam como reservas energéticas.

#### Quistos

Quisto do género Azotobacter no qual é visível o corpo central com vacúolos e a capa de múltiplas camadas.

Os quistos do género Azotobacter são mais resistentes a factores ambientais adversos do que as células vegetativas, e em particular, são duas vezes mais resistentes à luz ultravioleta. São também resistentes à secagem, ultrassons e irradiação solar e gama, mas não ao calor.
A formação de quistos é induzida por mudanças na concentração de nutrientes no meio e pela adição de algumas substâncias orgânicas como o etanol, o n-butanol ou o β-hidroxibutirato. Em meios líquidos é rara a formação de quistos. A formação de quistos é induzida por factores químicos e é acompanhada por alterações metabólicas que afectam o catabolismo, a respiração celular e a biossíntese de macromoléculas; esta também é afectada pelas aldeído desidrogenase e pelo regulador da resposta AlgR.
O quisto de Azotobacter é esférico e consiste no chamado corpo central (uma cópia reduzida de células vegetativas com vários vacúolos) e na cobertura de duas camadas. A parte interna da cobertura chama-se intina e tem uma estrutura fibrosa. A parte externa apresenta uma estrutura cristalina hexagonal, a qual se denomina exina. A exina é parcialmente hidrolizada pela tripsina e é resistente à lisozima, ao contrário do corpo central. O corpo central pode isolar-se num estado viável com alguns agentes quelantes. Os principais constituintes da cobertura externa são os alquilresorcinóis, compostos por longas cadeias alifáticas e anéis aromáticos. Os alquilresorcinóis também se encontram noutras bactérias, animais e plantas.Anderson Miranda

#### Germinação de quistos
Os quistos do género Azotobacter são a forma de repouso de uma célula vegetativa. Contudo, enquanto as células vegetativas são reprodutoras, o quisto de Azotobacter não serve para a reprodução, senão para resistir a factores ambientais adversos. Depois de recuperadas as condições ambientais ideais, que incluem um determinado valor de pH, temperatura e fontes de carbono, os quistos germinam e as células vegetativas originadas começam a multiplicar-se por fissão simples. Durante a germinação, os quistos são danificados e libertam uma célula vegetativa maior. Microscopicamente, a primeira manifestação de germinação consiste na diminuição gradual na refração da luz dos quistos, que se detecta com um microscópio de contraste de fase. A germinação de quistos é um processo lento que demora entre 4 e 6 horas. Durante a germinação, o corpo central cresce e captura os grânulos de volutina que se encontram localizados na intina (a camada mais interna). Depois a exina eclode e a célula vegetativa liberta-se da exina, a qual possui uma forma característica de ferradura. Este processo é acompanhado por alterações metabólicas. Imediatamente depois de lhes serem subministrada uma fonte de carbono, os quistos começam a absorver oxigénio e emitem dióxido de carbono; o ritmo deste processo aumenta gradualmente e satura em 4 horas. A síntese de proteínas e ARN ocorre paralelamente, mas só se intensifica depois de passadas 5 horas desde a adição da fonte de carbono. A síntese de ADN e fixação do nitrogénio têm início 5 horas depois da adição de glicose num meio nutriente sem nitrogénio.
A germinação dos quistos é acompanhada por mudanças na intina, visíveis com microscópio electrónico. A intina é formada por carboidratos, lípidos e proteínas, e tem quase o mesmo volume que o corpo central. Durante a germinação dos quistos, a intina hidroliza-se e a célula utiliza-a para a síntese dos seus componentes.

### Propriedades fisiológicas
O género Azotobacter apresenta respiração aeróbia, recebendo energia de reacções redox, e utiliza compostos orgânicos como doadores de electrões. As Azotobacter podem utilizar diversos carboidratos, alcoóis e sais de ácidos orgânicos como fontes de carbono, e podem fixar pelo menos 10 microgramas de nitrogénio por grama de glicose consumida. Para esta fixação do nitrogénio são necessários íons molibdénio, mas podem ser parcialmente substituídos por íons vanádio, ou mesmo prescindir de ambos. As fontes de nitrogénio podem ser nitratos, íons amónio ou aminoácidos. O pH ideal para o crescimento e a fixação de nitrogénio é de 7,0–7,5, mas o crescimento é mantido no intervalo de pH entre 4,8 e 8,5. As Azotobacter podem também crescer mixotroficamente, num meio sem nitrogénio que contenha manose; este modo de crescimento depende do hidrogénio. O hidrogénio encontra-se disponível no solo, assim sendo, esta forma de crescimento pode ocorrer na natureza.
Quando crescem, as Azotobacter produzem colónias planas, viscosas como uma pasta com um diâmetro de 5–10 mm, as quais podem formar biofilmes em meios nutritivos líquidos. As colónias podem ser castanhas escuras, verdes ou doutra cor, ou mesmo incolores, dependendo da espécie. Crescem melhor a uma temperatura de 20–30 °C.
As bactérias do género Azotobacter são também conhecidas por formar inclusões intracelulares de polihidroxialcanoatos sob determinadas condições ambientais (por exemplo, falta de elementos como fósforo, nitrogénio, ou oxigénio combinada com um suprimento excessivo de fontes de carbono).

### Pigmentos
O género Azotobacter produz pigmentos. Por exemplo, o Azotobacter chroococcum forma um pigmento de melanina hidrossolúvel castanho escuro. Este processo ocorre num alto nível metabólico durante a fixação do nitrogénio, e pensa-se que protege o sistema da nitrogenase dos efeitos do oxigénio. Outras espécies de Azotobacter produzem pigmentos com cores desde o amarelo esverdeado ao púrpura, entre eles um pigmento verde que é fluorescente com luz amarelo-esverdeada e outro com fluorescência azul esbranquiçado.

### Genoma
Foi parcialmente determinada a sequência de nucleótidos do cromossoma de Azotobacter vinelandii cepa AvOP. Este cromossoma é uma uma molécula de ADN circular que contém 5 342 073 pares de bases e 5 043 genes, dos quais 4 988 codificam proteínas. A fracção de pares G + C é de 65 moles por cento. O número de cromossomas nas células e o conteúdo de ADN aumenta conforme a idade da célula e na fase de crescimento estacionária, os cultivos podem conter mais de 100 cópias dum cromossoma por célula. O conteúdo original de ADN (uma cópia) é restaurado na replantação do cultivo num meio fresco. Para além do ADN cromossómico, o Azotobacter pode conter plasmídeos.

## Distribuição
As espécies de Azotobacter são ubíquas em solos de pH neutro ou ligeiramente alcalino, mas não em solos ácidos. Também se encontram em solos da região ártica e antártica, apesar do clima frio ali reinante, da curta estação de crescimento e dos valores de pH do solo relativamente baixos. Em solos secos, a Azotobacter pode sobreviver em forma de quistos até 24 anos.
Representantes do género Azotobacter também vivem em ambientes aquáticos, inclusive em águas doces e pântanos salgados. Vários membros estão associados a plantas e encontram-se na rizosfera, estabelecendo certas relações com as raízes das plantas. Algumas cepas encontram-se também nos casulos de minhocas da espécie Eisenia fetida.

## Fixação do nitrogénio
As Azotobacter são bactérias fixadoras de nitrogénio de vida livre, o que as diferencia das espécies de Rhizobium, que actuam nos nódulos radiculares. As Azotobacter normalmente fixam o nitrogénio molecular da atmosfera sem estabelecerem relações simbióticas com as plantas, embora também existam algumas espécies de Azotobacter associadas com plantas. A fixação do nitrogénio é inibida na presença de fontes de nitrogénio disponíveis, como íons amónio e nitratos.
As Azotobacter necessitam de uma ampla variedade de enzimas para a fixação do nitrogénio, entre as quais: ferredoxina, hidrogenase e a importante enzima nitrogenase. O processo de fixação do nitrogénio requer um fluxo de energia em forma de adenosina trifosfato (ATP). A fixação do nitrogénio é bastante sensível à presença de oxigénio e, por isso, as Azotobacter evoluiram um mecanismo defensivo especial contra o oxigénio, que consiste principalmente numa intensificação significativa do metabolismo que reduz a concentração de oxigénio nas células. Existe também uma proteína protectora da nitrogenase especial chamada Shethna, que protege a nitrogenase e está implicada na proteção das células do oxigénio. Os mutantes que não produzem esta proteína morrem por causa do oxigénio durante a fixação do nitrogénio na ausência de uma fonte de nitrogénio no meio. Os íons homocitrato desempenham um certo papel no processo de fixação do nitrogénio por Azotobacter.

### Nitrogenase
A nitrogenase é a enzima mais importante envolvida na fixação do nitrogénio. As espécies de Azotobacter possuem vários tipos de nitrogenase. O tipo básico é a nitrogenase de molibdénio-ferro. Um tipo alternativo é a nitrogenase de vanádio, que é independente dos íons de molibdénio e mais activa que a nitrogenase de Mo-Fe a baixas temperaturas. Deste modo, pode fixar nitrogénio a temperaturas baixas de até 5 °C e a sua actividade a temperaturas baixas é 10 vezes maior do que a da nitrogenase de Mo-Fe. O denominado cluster P desempenha um importante papel na maturação da nitrogenase de Mo-Fe. A síntese da nitrogenase é controlada pelos genes nif. A fixação do nitrogénio é regulada pela proteína amplificadora NifA e a flavoproteína "detectora" NifL, que modula a activação da transcrição genética da fixação do nitrogénio a partir de um sistema de comutação dependente de redox. Este mecanismo regulador, que depende de duas proteínas que formam complexos entre si, é pouco comum no controlo de outros sistemas.

## Importância

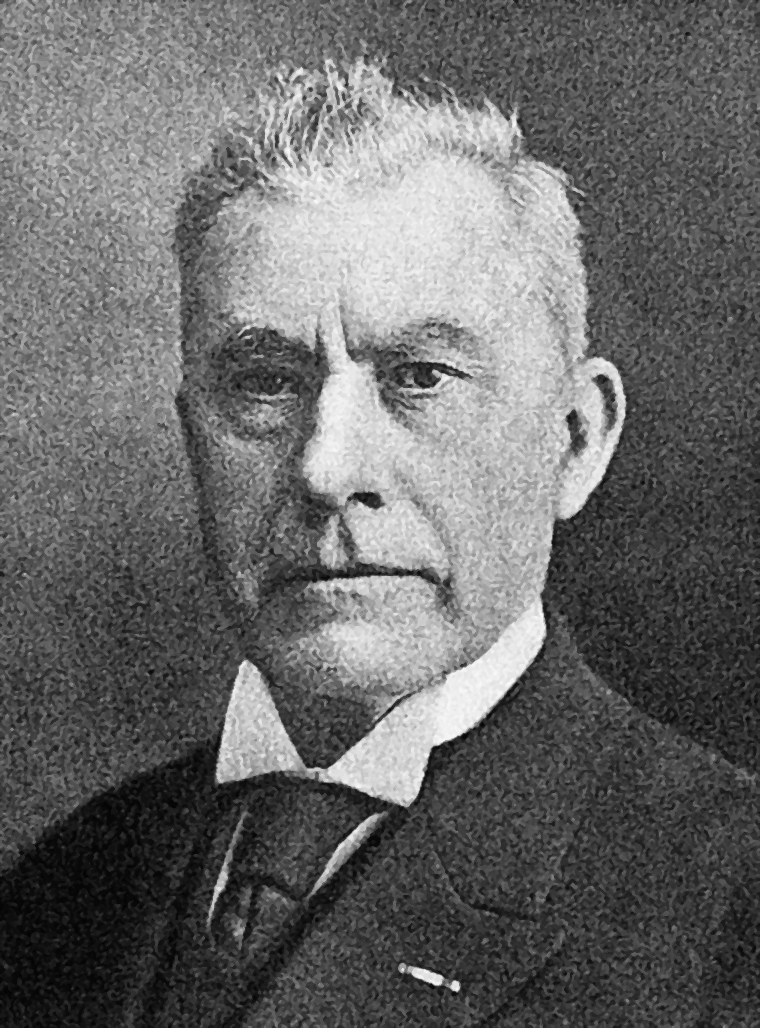
Martinus Beijerinck (1851–1931), autor da descoberta do género Azotobacter

A fixação do nitrogénio tem um importante papel no ciclo do nitrogénio. As Azotobacter também sintetizam algumas substâncias biologicamente activas, entre elas as fitohormonas como as auxinas, que estimulam o crescimento das plantas. Também facilitam a mobilidade de metais pesados no solo e assim podem potenciar a biorremediação da contaminação por metais pesados do solo, como o cádmio, mercúrio e chumbo. Alguns tipos de Azotobacter podem também biodegradar compostos aromáticos que contenham cloro, como o 2,4,6-triclorofenol. Este composto foi inicialmente usado como insecticida, fungicida e herbicida mas mais tarde veio-se a descobrir que tinha efeitos mutagénicos e carcinogénicos.

## Aplicações
Devido à sua capacidade de fixar nitrogénio molecular e assim aumentar a fertilidade do solo e estimular o crescimento das plantas, as Azotobacter são muito utilizadas na agricultura, especialmente em biofertilizantes de nitrogénio. São também utilizadas na produção de ácido algínico (E400), que se aplica em medicina como antiácido, e na indústria alimentícia como aditivo para os gelados, pudins e cremes, e ainda na bioabsorção de metais.

## Taxonomia
O género Azotobacter foi descoberto em 1901 pelo microbiólogo e botânico holandês Martinus Beijerinck, um dos fundadores da microbiologia ambiental. Ele seleccionou e descobriu a espécie Azotobacter chroococcum, o primeiro fixador de nitrogénio de vida livre aerobiótico.
Em 1909, Lipman descreveu a espécie Azotobacter vinelandii e, um ano depois, a Azotobacter beijerinckii, que ele nomeou em homenagem a Beijerinck. Em 1949 o microbiólogo russo Nikolai Krasilnikov identificou a espécie Azotobacter nigricans, que foi dividida em 1981 por Thompson Skerman em duas subespécies chamadas Azotobacter nigricans subsp. nigricans e Azotobacter nigricans subsp. achromogenes. Nesse mesmo ano, Thompson e Skerman descreveram Azotobacter armeniacus. Em 1991, Page e Shivprasad revelaram a descoberta de uma espécie microaerófila e aerotolerante que denominaram Azotobacter salinestris, que dependia de íons sódio.
Inicialmente os representantes deste género foram atribuídos à família Azotobacteraceae PRIBRAM, 1933, mas mais tarde foram transferidos para a família Pseudomonadaceae com base em estudos das sequências de nucleotídeos do ARNr de 16S. Em 2004, um estudo filogenético revelou que Azotobacter vinelandii pertencia ao mesmo clado que a bactéria Pseudomonas aeruginosa, e em 2007 foi sugerido que os géneros Azotobacter, Azomonas e Pseudomonas estão relacionados e poderiam ser sinónimos.